# Shamrock Diaries
Shamrock Diaries è il settimo album in studio del musicista britannico Chris Rea, pubblicato nel 1985.

## Tracce
1. Steel River – 6:15
2. Stainsby Girls – 3:51
3. Chisel Hill – 4:03
4. Josephine – 4:26
5. One Golden Rule – 4:29
6. All Summer Long – 4:09
7. Stone – 4:23
8. Shamrock Diaries – 4:55
9. Love Turns To Lies – 4:11
10. Hired Gun – 8:03